# Vlčkovce
Vlčkovce es un municipio del distrito de Trnava en la región de Trnava, Eslovaquia, con una población estimada a final del año 2024 de 1347 habitantes.
Se encuentra ubicado en el centro de la región, cerca del río Váh (cuenca hidrográfica del Danubio) y de la frontera con la región de Bratislava.

## Demografía
| Año        | 1994 | 2004    | 2014     | 2024    |
| ---------- | ---- | ------- | -------- | ------- |
| Población  | 1133 | 1151    | 1318     | 1347    |
| Diferencia |      | +1,58 % | +14,50 % | +2,20 % |

| Año        | 2023 | 2024    |
| ---------- | ---- | ------- |
| Población  | 1367 | 1347    |
| Diferencia |      | −1,46 % |